# Elements natius

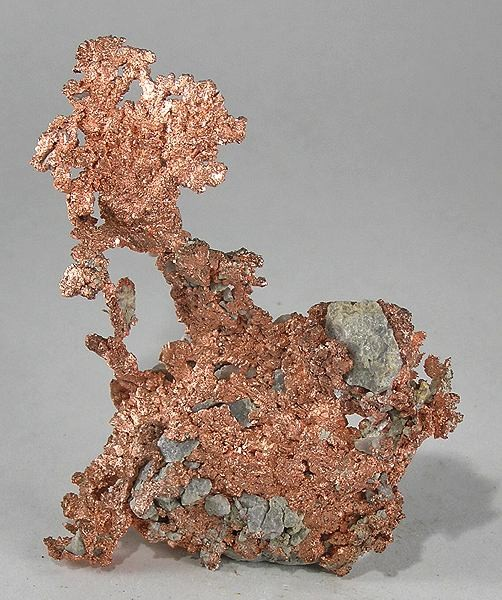
Coure natiu

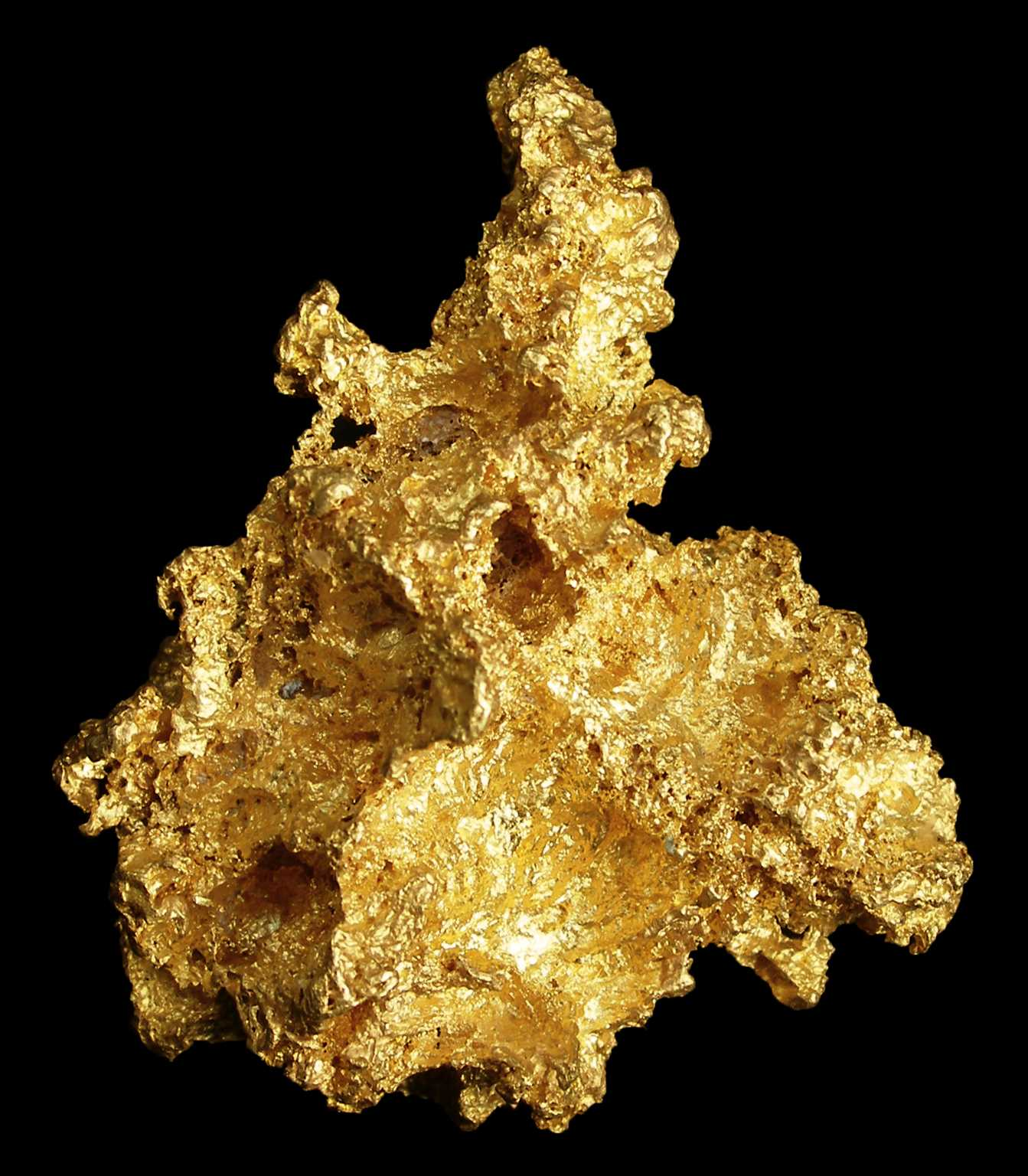
Or natiu

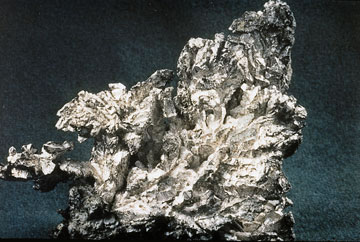
Plata nativa

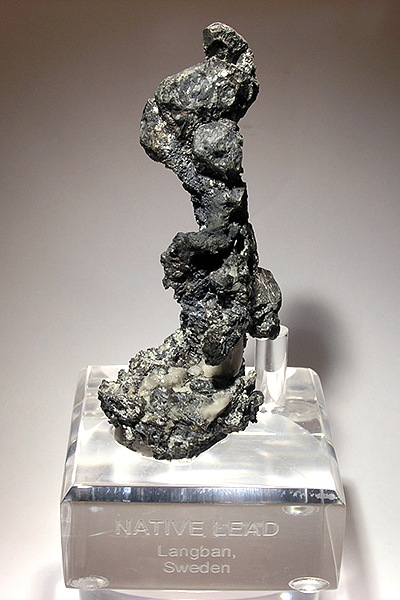
Plom natiu

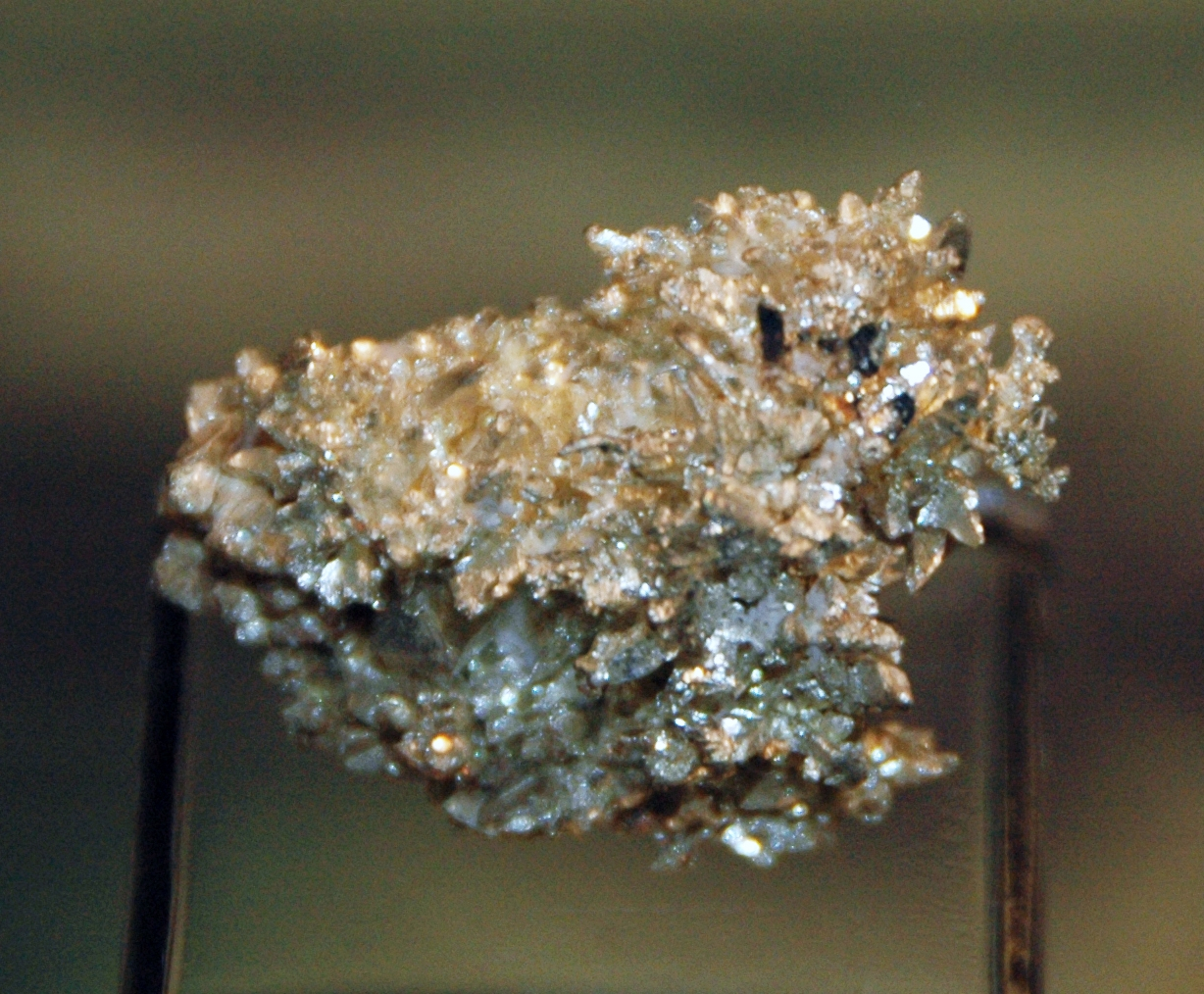
Electre

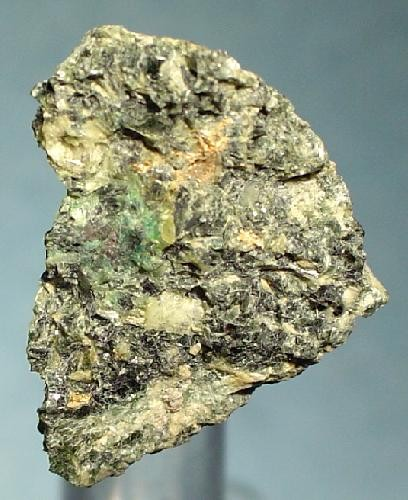
Auricuprur

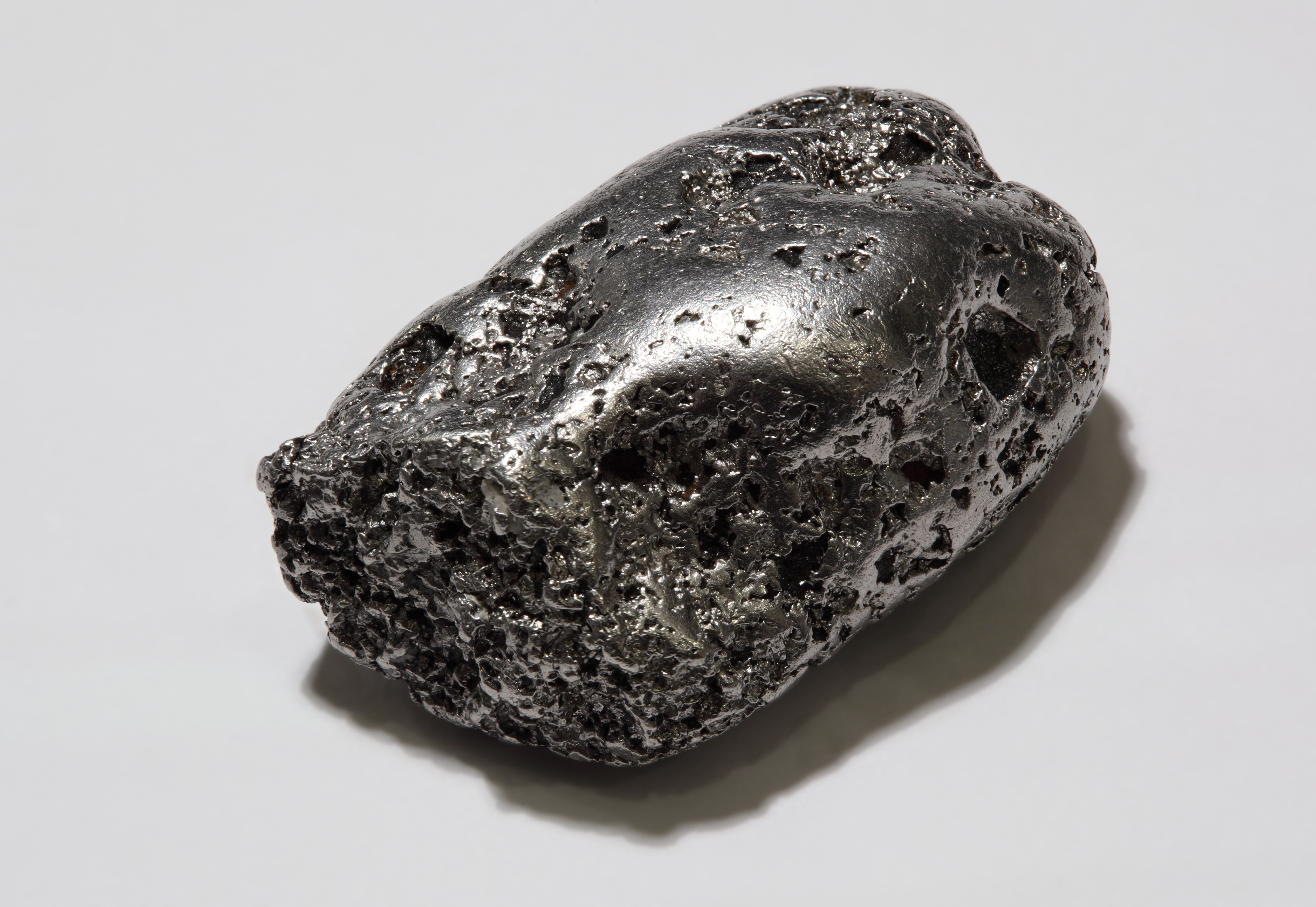
Platí natiu

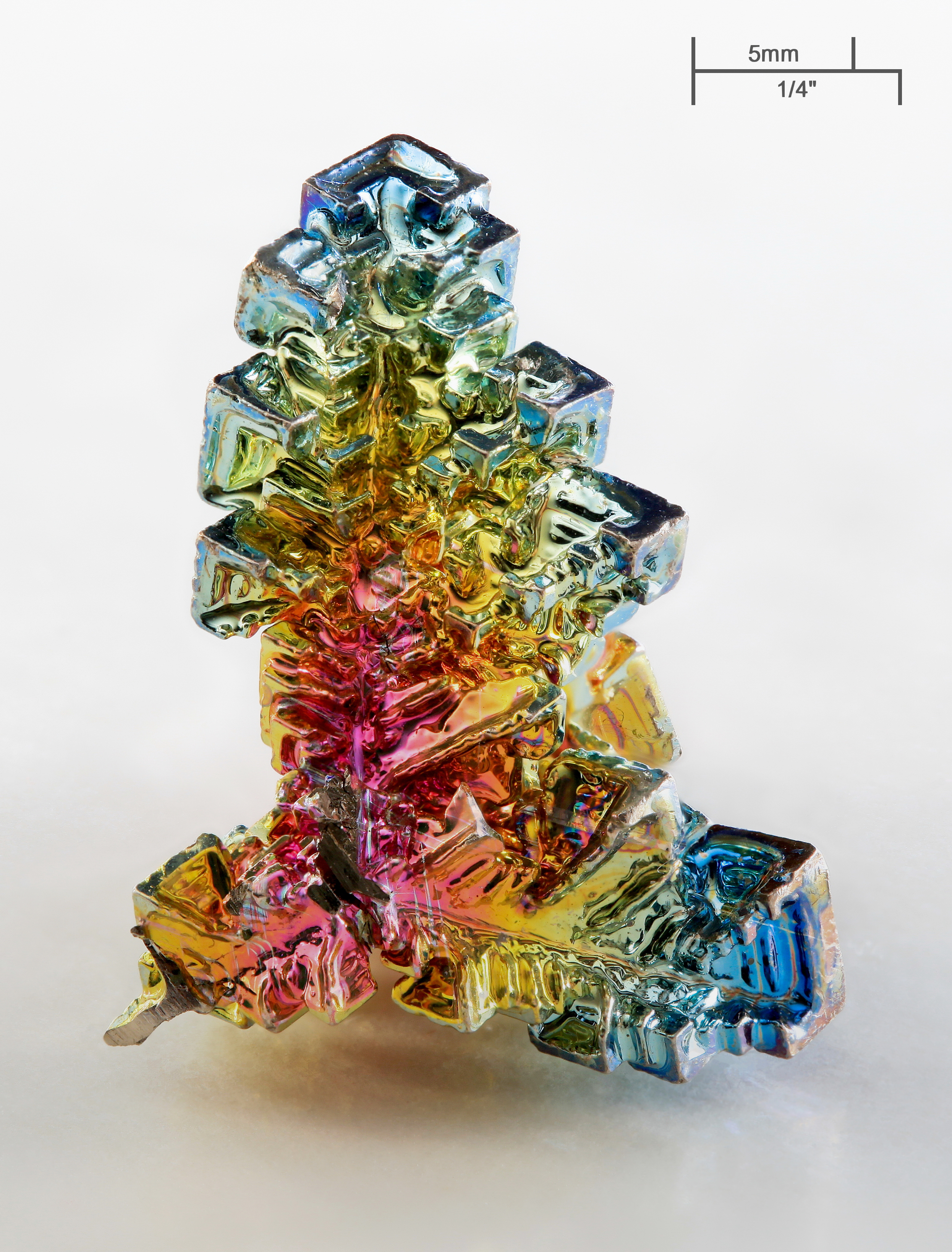
Bismut (sintètic)

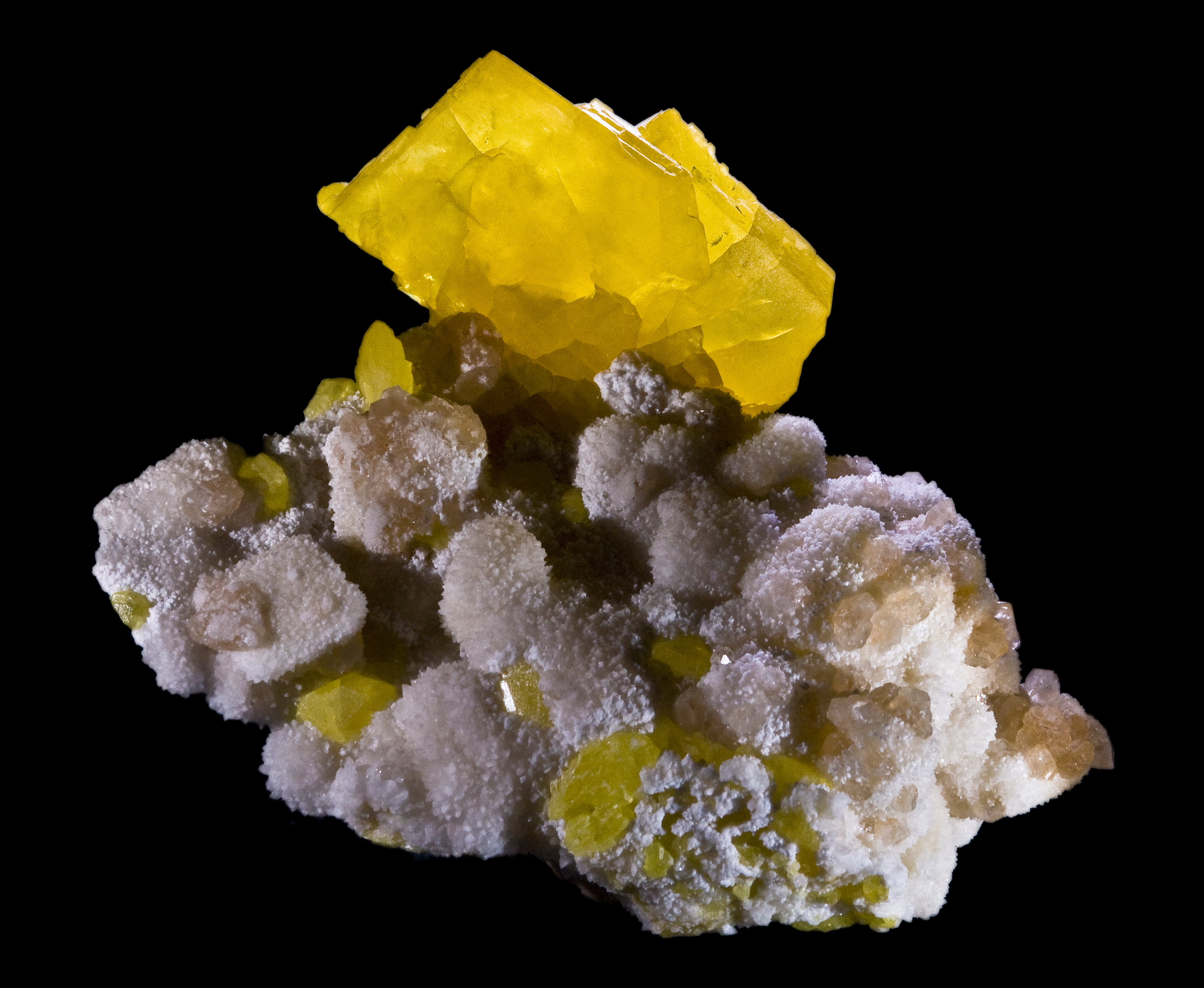
Sofre natiu

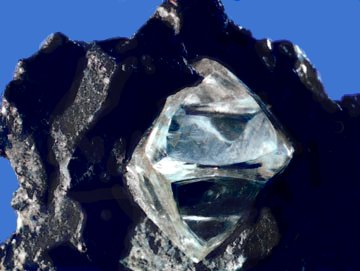
Diamant

Els elements natius són aquells elements que es produeixen en la natura en forma no combinada amb una estructura cristal·lina diferent. La classe dels elements natius inclou metalls i elements intermetàl·lics, aliatges d'origen natural, semimetalls i no-metalls.
Aquesta és l'estructuració de la classe "01 elements" que estableix la classificació de Nickel-Strunz, la qual també inclou les aparicions naturals de fosfurs, silicurs, nitrurs i carburs:
01.A - Metalls i aliatges intermetàl·lics
01.AA - Família coure-cupalita
01.AA.05 - Alumini, coure, or, plom, níquel, plata, steinhardtita
01.AA.10 - Auricuprur, cuproaurur, tetraauricuprur
01.AA.15 - Anyuiïta, khatirkita, novodneprita
01.AA.20 - Cupalita
01.AA.25 - Hunchunita
01.AA.30 - Stolperita
01.AA.35 - Hollisterita
01.AA.40 - Icosaedrita
01.AA.45 - Kriatxkoïta
01.AA.50 - Proxidecagonita
01.AB - Família zinc-coure
01.AB.05 - Cadmi, reni, zinc, titani
01.AB.10 - Danbaïta, zhanghengita, α-llautó, tongxinita, zinccopperita, UM2003-03-E:AgAuCuZn, UM1980-01-E:CuZn, UM1980-02-E:CuZn
01.AC - Família indi-estany
01.AC.05 - Indi
01.AC.10 - Estany
01.AC.15 - Eta-bronze, sorosita, yuanjiangita, UM1965-07-E:CuSn
01.AD - Família mercuri i amalgames
01.AD.05 - Mercuri
01.AD.10 - Belendorffita, kolimita
01.AD.15 - Eugenita, luanheïta, moschellandsbergita, paraschachnerita, schachnerita
01.AD.20 - Weishanita, amalgames d'or
01.AD.25 - Potarita
01.AD.30 - Altmarkita
01.AE - Família ferro-crom
01.AE.05 - Vanadi, molibdè, crom, ferro, kamacita, tungstè, UM2001-06-E:CrFeNi
01.AE.10 - Taenita, tetrataenita, antitaenita
01.AE.15 - Cromferur, fercromur, wairauïta
01.AE.20 - Awaruïta
01.AE.25 - Jedwabita
01.AE.30 - Manganès
01.AF - Elements del grup del platí
01.AF.05 - Osmi, ruteniridosmina, ruteni
01.AE.10 - Iridi, pal·ladi, platí, rodi
01.AG - Aliatges de PGE-metall
01.AG.05 - Hexaferro, garutiïta
01.AG.10 - Atokita, rustenburgita, zviaguintsevita
01.AG.15 - Taimirita-I, tatianaïta
01.AG.20 - Paolovita
01.AG.25 - Plumbopal·ladinita, estanopal·ladinita
01.AG.30 - Cabriïta
01.AG.35 - Chengdeïta, isoferroplatí
01.AG.40 - Ferroniquelplatí, tetraferroplatí, tulameenita
01.AG.45 - Hongshiïta, skaergaardita
01.AG.50 - Yixunita
01.AG.55 - Damiaoïta
01.AG.60 - Niggliïta
01.AG.65 - Bortnikovita
01.AG.70 - Nielsenita
01.AH - Elements diversos, aliatges
01.B - Carburs metàl·lics, silicurs, nitrurs i fosfurs
01.BA - Carburs
01.BA.05 - Cohenita
01.BA.10 - Haxonita, isovita
01.BA.15 - Tongbaïta
01.BA.20 - Khamrabaevita, niobocarbur, tantalcarbur
01.BA.25 - Qusongita
01.BA.30 - Yarlongita
01.BB - Silicurs
01.BB.05 - Zangboïta, suessita, mavlyanovita
01.BB.10 - UM2001-18-Si:CuPtSn, perryita
01.BB.15 - Naquita
01.BB.20 - Linzhiïta
01.BB.25 - Luobusaïta
01.BB.30 - Gupeiïta
01.BB.35 - Hapkeïta
01.BB.40 - Xifengita
01.BC - Nitrurs
01.BC. - UM2007-16-N:Ti
01.BC.05 - Roaldita
01.BC.10 - Siderazot
01.BC.15 - Carlsbergita, Osbornita
01.BC.20 - Nitrur de gal·li
01.BD - Fosfurs
01.BD.05 - Schreibersita, niquelfosfur
01.BD.10 - Barringerita, monipita
01.BD.15 - Florenskiïta, allabogdanita, andreyivanovita
01.BD.20 - Melliniïta
01.C - Metal·loides i no metalls
01.CA - Elements del grup de l'arsènic
01.CA.05 - Antimoni, arsènic, bismut, estibarseni
01.CA.10 - Arsenolamprita, pararsenolamprita
01.CA.15 - Paradocrasita
01.CB - Família carboni-silici
01.CB.05 - Chaoïta, grafit, ful·lerita
01.CB.10 - Diamant, lonsdaleïta
01.CB.15 - Silici
01.CC - Sofre-seleni-iode
01.CC.05 - Rosickýita, sofre
01.CC.10 - Seleni, tel·luri
01.D - Carburs i nitrurs no metàl·lics
01.DA - Carburs no metàl·lics
01.DA.00 - Moissanita
01.DB - Nitrurs no metàl·lics
01.DB.05 - Nierita
01.DB.10 - Sinoïta